# Finales de conférence NBA
Les finales de conférence de la National Basketball Association (NBA) sont les ultimes séries de chaque conférence (Est et Ouest) de la NBA.
La ligue se compose actuellement de 30 équipes, dont 29 sont situées aux États-Unis et une au Canada. Chaque équipe joue un total de 82 matchs en saison régulière. À l'issue de la saison régulière, huit équipes de chaque conférence de la ligue se qualifient pour les playoffs NBA. Au terme des deux premiers tours, les deux meilleures équipes de chaque conférence s'affrontent lors des finales de conférence, pour déterminer les champions de conférence, qui vont ensuite s'affronter en Finales NBA. Des trophées sont remis à chaque équipe remportant la série depuis 2001. En 2022, la ligue décide de les nommer à la gloire de légendes de la NBA, devenant ainsi le Bob Cousy Trophy pour la conférence Est et le Oscar Robertson Trophy pour la conférence Ouest. Cette année-là également, la ligue décerne un nouveau trophée, visant à récompenser le meilleur joueur de finale de conférence (MVP), aux noms de Magic Johnson et Larry Bird, figures emblématiques de la NBA.

## Historique
Initialement, les équipes de la BAA, ancien nom de la NBA, étaient réparties en deux divisions, la division Est et la division Ouest. Les finales de division sont disputées pour la première fois en 1949, lors de la troisième saison de la ligue. Les deux premières saisons utilisaient un format de séries éliminatoires où les équipes des divisions Est et Ouest s'affrontaient avant les finales BAA, il n'y avait donc pas de finales de division. Pour la saison 1949-1950, la ligue s'est réalignée sur trois divisions, avec l'ajout de la division centrale. Cependant, cette composition n'est utilisée qu'une seule saison et la ligue est revenue au format initial qui perdure jusqu'en 1970, lorsque la NBA se réinvente en deux conférences distinctes, composées de deux divisions chacune, ce qui conduit aux finales de conférence telles qu'on les connaît aujourd'hui.
Les finales étaient une série au meilleur des 3 matchs de 1949 à 1950, puis une série au meilleur des 5 matchs de 1951 à 1956. Elles sont devenues une série au meilleur des 7 matchs depuis 1957 et se disputent ainsi de nos jours. Les deux séries se jouent vers la fin mai chaque année après les deux premiers tours des playoffs, avant les Finales NBA. À l'issue de la finale de la conférence, les vainqueurs reçoivent un trophée en argent, des casquettes et des t-shirts et poursuivent leur route en Finales NBA. Les trophées ont une base légèrement différente pour chaque conférence pour se distinguer l'un de l'autre. Le ballon de basket-ball en argent du trophée de la conférence Est repose sur trois piquets, tandis que le trophée de la conférence Ouest a le ballon de basket-ball assis sur des anneaux circulaires entrecroisés.
La NBA a commencé à décerner des trophées de champion de conférence en 2001. En 2022, les deux ont été repensés ils ont été nommés aux noms de Bob Cousy et Oscar Robertson, qui ont joué un rôle déterminant dans le développement et l'avancement du syndicat des joueurs, la National Basketball Players Association. La même année, la NBA décerne un nouveau trophée, visant à récompenser le meilleur joueur de finale de conférence (MVP). Pour la conférence Est, il est nommé au nom de Larry Bird et pour la conférence Ouest, au nom de Magic Johnson, deux joueurs crédités pour avoir construit une des plus grandes rivalités au sein de la ligue, augmentant considérablement sa popularité dans les années 1980.
Les Lakers de Los Angeles ont remporté le plus grand nombre de titres de conférence avec 19 titres. Ils ont également fait 23 apparitions en finale de conférence, plus que toute autre équipe. Les Celtics de Boston ont remporté 10 titres de conférence, le deuxième plus grand nombre. Vingt-deux des 30 franchises actives ont remporté au moins un titre de conférence. Les franchises des Nuggets de Denver, Timberwolves du Minnesota, Hawks d'Atlanta, Kings de Sacramento, Grizzlies de Memphis et Clippers de Los Angeles ont chacune disputées au moins une finale de conférence dans leur histoire, mais n'ont pas réussi à remporter leur titre de conférence respectif. Deux autres franchises, les Hornets de Charlotte et les Pelicans de La Nouvelle-Orléans n'ont jamais participé aux finales de conférence.

## Liste des finales de conférence

### Légende
|   | Champion NBA, vainqueur des Finales NBA                                                                |
| * | Équipe ayant le meilleur bilan de la saison régulière, ou à égalité pour le meilleur bilan de la ligue |

### Finales de la conférence Est
| Playoffs | Champion               | Résultat | Finaliste               |
| -------- | ---------------------- | -------- | ----------------------- |
| 1971     | Bullets de Baltimore   | 4-3      | Knicks de New York      |
| 1972     | Knicks de New York     | 4-1      | Celtics de Boston       |
| 1973     | Knicks de New York     | 4-3      | Celtics de Boston*      |
| 1974     | Celtics de Boston      | 4-1      | Knicks de New York      |
| 1975     | Bullets de Washington* | 4-2      | Celtics de Boston*      |
| 1976     | Celtics de Boston      | 4-2      | Cavaliers de Cleveland  |
| 1977     | 76ers de Philadelphie  | 4-2      | Rockets de Houston      |
| 1978     | Bullets de Washington  | 4-2      | 76ers de Philadelphie   |
| 1979     | Bullets de Washington* | 4-3      | Spurs de San Antonio    |
| 1980     | 76ers de Philadelphie  | 4-1      | Celtics de Boston*      |
| 1981     | Celtics de Boston*     | 4-3      | 76ers de Philadelphie*  |
| 1982     | 76ers de Philadelphie  | 4-3      | Celtics de Boston*      |
| 1983     | 76ers de Philadelphie* | 4-1      | Bucks de Milwaukee      |
| 1984     | Celtics de Boston*     | 4-1      | Bucks de Milwaukee      |
| 1985     | Celtics de Boston*     | 4-1      | 76ers de Philadelphie   |
| 1986     | Celtics de Boston*     | 4-0      | Bucks de Milwaukee      |
| 1987     | Celtics de Boston*     | 4-3      | Pistons de Détroit      |
| 1988     | Pistons de Détroit     | 4-2      | Celtics de Boston       |
| 1989     | Pistons de Détroit*    | 4-2      | Bulls de Chicago        |
| 1990     | Pistons de Détroit     | 4-3      | Bulls de Chicago        |
| 1991     | Bulls de Chicago       | 4-0      | Pistons de Détroit      |
| 1992     | Bulls de Chicago*      | 4-2      | Cavaliers de Cleveland  |
| 1993     | Bulls de Chicago       | 4-2      | Knicks de New York      |
| 1994     | Knicks de New York     | 4-3      | Pacers de l'Indiana     |
| 1995     | Magic d'Orlando        | 4-3      | Pacers de l'Indiana     |
| 1996     | Bulls de Chicago*      | 4-0      | Magic d'Orlando         |
| 1997     | Bulls de Chicago*      | 4-1      | Heat de Miami           |
| 1998     | Bulls de Chicago*      | 4-3      | Pacers de l'Indiana     |
| 1999     | Knicks de New York     | 4-2      | Pacers de l'Indiana     |
| 2000     | Pacers de l'Indiana    | 4-2      | Knicks de New York      |
| 2001     | 76ers de Philadelphie  | 4-3      | Bucks de Milwaukee      |
| 2002     | Nets du New Jersey     | 4-2      | Celtics de Boston       |
| 2003     | Nets du New Jersey     | 4-0      | Pistons de Détroit      |
| 2004     | Pistons de Détroit     | 4-2      | Pacers de l'Indiana*    |
| 2005     | Pistons de Détroit     | 4-3      | Heat de Miami           |
| 2006     | Heat de Miami          | 4-2      | Pistons de Détroit*     |
| 2007     | Cavaliers de Cleveland | 4-2      | Pistons de Détroit      |
| 2008     | Celtics de Boston*     | 4-2      | Pistons de Détroit      |
| 2009     | Magic d'Orlando        | 4-2      | Cavaliers de Cleveland* |
| 2010     | Celtics de Boston      | 4-2      | Magic d'Orlando         |
| 2011     | Heat de Miami          | 4-1      | Bulls de Chicago*       |
| 2012     | Heat de Miami          | 4-3      | Celtics de Boston       |
| 2013     | Heat de Miami*         | 4-3      | Pacers de l'Indiana     |
| 2014     | Heat de Miami          | 4-2      | Pacers de l'Indiana     |
| 2015     | Cavaliers de Cleveland | 4-0      | Hawks d'Atlanta         |
| 2016     | Cavaliers de Cleveland | 4-2      | Raptors de Toronto      |
| 2017     | Cavaliers de Cleveland | 4-1      | Celtics de Boston       |
| 2018     | Cavaliers de Cleveland | 4-3      | Celtics de Boston       |
| 2019     | Raptors de Toronto     | 4-2      | Bucks de Milwaukee*     |
| 2020     | Heat de Miami          | 4-2      | Celtics de Boston       |
| 2021     | Bucks de Milwaukee     | 4-2      | Hawks d'Atlanta         |
| 2022     | Celtics de Boston      | 4-3      | Heat de Miami           |
| 2023     | Heat de Miami          | 4-3      | Celtics de Boston       |
| 2024     | Celtics de Boston      | 4-0      | Pacers de l'Indiana     |
| 2025     | Pacers de l'Indiana    | 4-2      | Knicks de New York      |

### Finales de la conférence Ouest
| Playoffs | Champion                  | Résultat | Finaliste                  |
| -------- | ------------------------- | -------- | -------------------------- |
| 1971     | Bucks de Milwaukee*       | 4-1      | Lakers de Los Angeles      |
| 1972     | Lakers de Los Angeles*    | 4-2      | Bucks de Milwaukee         |
| 1973     | Lakers de Los Angeles     | 4-1      | Warriors de Golden State   |
| 1974     | Bucks de Milwaukee*       | 4-0      | Bulls de Chicago           |
| 1975     | Warriors de Golden State  | 4-3      | Bulls de Chicago           |
| 1976     | Suns de Phoenix           | 4-3      | Warriors de Golden State*  |
| 1977     | Trail Blazers de Portland | 4-0      | Lakers de Los Angeles*     |
| 1978     | Supersonics de Seattle    | 4-2      | Nuggets de Denver          |
| 1979     | Supersonics de Seattle    | 4-3      | Suns de Phoenix            |
| 1980     | Lakers de Los Angeles     | 4-1      | Supersonics de Seattle     |
| 1981     | Rockets de Houston        | 4-1      | Kings de Kansas City       |
| 1982     | Lakers de Los Angeles     | 4-0      | Spurs de San Antonio       |
| 1983     | Lakers de Los Angeles     | 4-2      | Spurs de San Antonio       |
| 1984     | Lakers de Los Angeles     | 4-2      | Suns de Phoenix            |
| 1985     | Lakers de Los Angeles     | 4-1      | Nuggets de Denver          |
| 1986     | Rockets de Houston        | 4-1      | Lakers de Los Angeles      |
| 1987     | Lakers de Los Angeles*    | 4-0      | Supersonics de Seattle     |
| 1988     | Lakers de Los Angeles*    | 4-3      | Mavericks de Dallas        |
| 1989     | Lakers de Los Angeles     | 4-0      | Suns de Phoenix            |
| 1990     | Trail Blazers de Portland | 4-2      | Suns de Phoenix            |
| 1991     | Lakers de Los Angeles     | 4-2      | Trail Blazers de Portland* |
| 1992     | Trail Blazers de Portland | 4-2      | Jazz de l'Utah             |
| 1993     | Suns de Phoenix*          | 4-3      | Supersonics de Seattle     |
| 1994     | Rockets de Houston        | 4-1      | Jazz de l'Utah             |
| 1995     | Rockets de Houston        | 4-2      | Spurs de San Antonio*      |
| 1996     | Supersonics de Seattle    | 4-3      | Jazz de l'Utah             |
| 1997     | Jazz de l'Utah            | 4-2      | Rockets de Houston         |
| 1998     | Jazz de l'Utah*           | 4-0      | Lakers de Los Angeles      |
| 1999     | Spurs de San Antonio*     | 4-0      | Trail Blazers de Portland  |
| 2000     | Lakers de Los Angeles*    | 4-3      | Trail Blazers de Portland  |
| 2001     | Lakers de Los Angeles     | 4-0      | Spurs de San Antonio*      |
| 2002     | Lakers de Los Angeles     | 4-3      | Kings de Sacramento        |
| 2003     | Spurs de San Antonio      | 4-2      | Mavericks de Dallas*       |
| 2004     | Lakers de Los Angeles     | 4-2      | Timberwolves du Minnesota  |
| 2005     | Spurs de San Antonio      | 4-1      | Suns de Phoenix*           |
| 2006     | Mavericks de Dallas       | 4-2      | Suns de Phoenix            |
| 2007     | Spurs de San Antonio      | 4-1      | Jazz de l'Utah             |
| 2008     | Lakers de Los Angeles     | 4-1      | Spurs de San Antonio       |
| 2009     | Lakers de Los Angeles     | 4-2      | Nuggets de Denver          |
| 2010     | Lakers de Los Angeles     | 4-2      | Suns de Phoenix            |
| 2011     | Mavericks de Dallas       | 4-1      | Thunder d'Oklahoma City    |
| 2012     | Thunder d'Oklahoma City   | 4-2      | Spurs de San Antonio*      |
| 2013     | Spurs de San Antonio      | 4-0      | Grizzlies de Memphis       |
| 2014     | Spurs de San Antonio*     | 4-2      | Thunder d'Oklahoma City    |
| 2015     | Warriors de Golden State* | 4-1      | Rockets de Houston         |
| 2016     | Warriors de Golden State* | 4-3      | Thunder d'Oklahoma City    |
| 2017     | Warriors de Golden State* | 4-0      | Spurs de San Antonio       |
| 2018     | Warriors de Golden State  | 4-3      | Rockets de Houston*        |
| 2019     | Warriors de Golden State  | 4-0      | Trail Blazers de Portland  |
| 2020     | Lakers de Los Angeles     | 4-1      | Nuggets de Denver          |
| 2021     | Suns de Phoenix           | 4-2      | Clippers de Los Angeles    |
| 2022     | Warriors de Golden State  | 4-1      | Mavericks de Dallas        |
| 2023     | Nuggets de Denver         | 4-0      | Lakers de Los Angeles      |
| 2024     | Mavericks de Dallas       | 4-1      | Timberwolves du Minnesota  |
| 2025     | Thunder d'Oklahoma City   | 4-1      | Timberwolves du Minnesota  |

## Résultats par équipe
Statistiques mises à jour à l'issue des playoffs NBA 2024.
| Équipe                                           | Est      | Ouest    | Total    | Est       | Ouest     | Total     | Total d'apparitions |
| Équipe                                           | Champion | Champion | Champion | Finaliste | Finaliste | Finaliste | Total d'apparitions |
| ------------------------------------------------ | -------- | -------- | -------- | --------- | --------- | --------- | ------------------- |
| Lakers de Los Angeles                            | 0        | 19       | 19       | 0         | 5         | 5         | 24                  |
| Celtics de Boston                                | 11       | 0        | 11       | 12        | 0         | 12        | 23                  |
| Spurs de San Antonio                             | 0        | 6        | 6        | 1         | 7         | 8         | 14                  |
| Bulls de Chicago                                 | 6        | 0        | 6        | 3         | 2         | 5         | 11                  |
| Pistons de Détroit                               | 5        | 0        | 5        | 6         | 0         | 6         | 11                  |
| SuperSonics de Seattle / Thunder d'Oklahoma City | 0        | 5        | 5        | 0         | 6         | 6         | 11                  |
| Heat de Miami                                    | 7        | 0        | 7        | 3         | 0         | 3         | 10                  |
| Pacers de l'Indiana                              | 2        | 0        | 2        | 8         | 0         | 8         | 10                  |
| Suns de Phoenix                                  | 0        | 3        | 3        | 0         | 7         | 7         | 10                  |
| Bucks de Milwaukee                               | 1        | 2        | 3        | 5         | 1         | 6         | 9                   |
| Knicks de New York                               | 4        | 0        | 4        | 5         | 0         | 5         | 9                   |
| Warriors de San Francisco / Golden State         | 0        | 7        | 7        | 0         | 2         | 2         | 9                   |
| 76ers de Philadelphie                            | 5        | 0        | 5        | 3         | 0         | 3         | 8                   |
| Cavaliers de Cleveland                           | 5        | 0        | 5        | 3         | 0         | 3         | 8                   |
| Rockets de Houston                               | 0        | 4        | 4        | 1         | 3         | 4         | 8                   |
| Trail Blazers de Portland                        | 0        | 3        | 3        | 0         | 4         | 4         | 7                   |
| Jazz de l'Utah                                   | 0        | 2        | 2        | 0         | 4         | 4         | 6                   |
| Mavericks de Dallas                              | 0        | 3        | 3        | 0         | 3         | 3         | 6                   |
| Nuggets de Denver                                | 0        | 1        | 1        | 0         | 4         | 4         | 5                   |
| Bullets de Baltimore / Washington                | 4        | 0        | 4        | 0         | 0         | 0         | 4                   |
| Magic d'Orlando                                  | 2        | 0        | 2        | 2         | 0         | 2         | 4                   |
| Timberwolves du Minnesota                        | 0        | 0        | 0        | 0         | 3         | 3         | 3                   |
| Hawks d'Atlanta                                  | 0        | 0        | 0        | 2         | 0         | 2         | 2                   |
| Kings de Kansas City / Sacramento                | 0        | 0        | 0        | 0         | 2         | 2         | 2                   |
| Nets du New Jersey / Brooklyn                    | 2        | 0        | 2        | 0         | 0         | 0         | 2                   |
| Raptors de Toronto                               | 1        | 0        | 1        | 1         | 0         | 1         | 2                   |
| Clippers de Los Angeles                          | 0        | 0        | 0        | 0         | 1         | 1         | 1                   |
| Grizzlies de Memphis                             | 0        | 0        | 0        | 0         | 1         | 1         | 1                   |
| Bobcats/Hornets de Charlotte                     | 0        | 0        | 0        | 0         | 0         | 0         | 0                   |
| Hornets/Pelicans de La Nouvelle-Orléans          | 0        | 0        | 0        | 0         | 0         | 0         | 0                   |

### Note
1. ↑  A l'exception de la saison 1998-1999, qui ne compte que 50 matchs en raison d'un lock-out. La saison 2011-2012 est aussi plus courte avec 66 matchs à cause d'un autre lock-out. La saison 2019-2020 est raccourcie entre 63 et 75 matchs, selon les équipes, en raison de la pandémie de COVID-19. La saison 2020-2021 compte 72 matchs en conséquence du COVID-19.